# Qizan an-Najjar
Qizan an-Najjar o Qizan al-Najar (àrab: قيزان النَجّار, Qīzān an-Najjār) és una vila palestina al sud de la Franja de Gaza, que forma part de la governació de Khan Yunis. S'estén al llarg de la carretera de Salah al-Din entre Khan Yunis i Rafah. En el cens de 1997, elaborat per la Oficina Central d'Estadístiques de Palestina (PCBS), Qizan an-Najjar tenia 2,733 habitants. La seva població va augmentar a 3,889 en l'estimació per 2006 feta per la PCBS.